# 豊後伊予連絡道路
豊後伊予連絡道路（ぶんごいよれんらくどうろ）は、大分県大分市から愛媛県八幡浜市に至る地域高規格道路の路線名である。同区間に計画されている道路は豊予海峡道路とも呼ばれる。また、道路と鉄道路線とを総称する場合には、豊予海峡ルートという呼称も用いられる。

## 概要
1994年（平成6年）12月16日に、地域高規格道路の候補路線に指定された。
1998年（平成10年）3月31日に閣議決定された21世紀の国土のグランドデザイン（五全総）においても、豊予海峡道路として太平洋新国土軸構想の一部に位置づけられている。
しかし、国や地方の厳しい財政状況のため、実現の目途は立っていない。広瀬勝貞は、大分県知事就任直後の2003年（平成15年）4月に、近い将来の実現は厳しいとして、豊予海峡ルートの事業見直しを明言し、事実上の凍結を表明している。
これを受けて、地震観測及び風観測のみが行われている。

## 構想
いずれの構想も、豊後水道の最狭部である豊予海峡を横断するもので、横断を橋梁で行う構想と、海底トンネルで行う構想とがある。

### 橋梁
大分県と愛媛県は1995年（平成7年）から共同で、架橋の技術的可能性についての調査や、自然条件や社会的条件などの基礎的調査を行い、1998年（平成10年）2月18日に公表された｢豊予海峡架橋調査報告書｣において、架橋は技術的に可能であるという結論に達した。同報告書での架橋案は、中央主塔高376 m、中央支間長3,000 m、橋長約8,400 mの4径間吊橋を主橋梁とし、2つの橋梁により豊予海峡を結ぶもので、総延長は約12.7 kmとしている。総事業費は、高速道路2車線で約1兆2,830億円、同4車線で約1兆8,150億円と見積もられている。
一方、豊予海峡ルート推進協議会は、1997年（平成9年）度に種々の横断技術（橋梁、トンネル）や交通モード（自動車、鉄道）を比較する調査を行って、「豊予海峡ルート輸送方式比較検討調査報告書」を公表した。同報告書によると、橋梁の場合、道路橋は技術的に可能であるが、スパンが長大化するため、鉄道橋や併用橋としての供用は困難であるとされている。

### 海底トンネル
1974年（昭和49年）度から日本鉄道建設公団（現: 鉄道建設・運輸施設整備支援機構）が四国新幹線建設を前提として、豊予海峡のトンネル部分の調査を行った。1988年（昭和63年）に公表された最終報告では、海底トンネル方式の場合、トンネルは最深部で-335 mとなるが、青函トンネル（トンネルの最深部-240 m）の技術を活用することで実現可能であるとされた。
「豊予海峡ルート輸送方式比較検討調査報告書」では、トンネルの場合、鉄道については特に制約がなく、自動車についても換気技術の限界があるものの対応は可能としている。総事業費は、高速道路2車線で約6,900億円、同4車線で約1兆590億円と見積もられている。